# Réseaux Corvignolles
Les réseaux Corvignolles sont un service de renseignement (SR) clandestin dans l'armée française dans la seconde moitié des années 1930. Ils ont été formés en 1936 par le commandant Georges Loustaunau-Lacau pour éliminer au sein de l'armée française les groupes communistes.
Sous le sobriquet « Cagoule militaire », les réseaux Corvignolles ont parfois été erronément assimilés à l'Organisation secrète d'action révolutionnaire nationale (OSARN, dite la « Cagoule ») en raison des contacts établis entre les deux organisations clandestines.

## Action
Le réseau fut fondé à la fin de l'année 1936 par Loustaunau-Lacau, alors membre de l'état-major du maréchal Pétain. Il recrutait ses membres exclusivement dans les milieux militaires: officiers d'active et officiers de réserve. Selon les mémoires de Loustaunau-Lacau, le but du réseau est double : « alerter et nettoyer ». « Alerter l'opinion publique sur l'urgente nécessité d'une adaptation de l'armée à des tâches stratégiques et tactiques nouvelles » et « nettoyer l'armée des cellules que le parti communiste y développe sans arrêt en vue d'y fomenter l'indiscipline et de détruire le moral ». Quant au nom du réseau, il a été choisi au hasard ; Corvignolles étant le nom de la famille de Vauban dont Loustaunau-Lacau est en train de rédiger la biographie à la demande de Pétain. Le premier groupe d'action est mis sur pied en décembre 1936.
Pour le premier objectif de son projet, à l'intention de l'opinion, Loustaunau-Lacau recrute des experts et trouve l'accord des dirigeants d'un quotidien parisien, Le Figaro de Pierre Brisson, pour y publier des articles. Pétain est mis au courant. Le journal publie une page entière, nommée « l'Armée ». On y trouve les avis de mutation des officiers, des articles informatifs sur l'armée française et sur l'actualité des armées étrangères. Un article leader est écrit par Loustaunau-Lacau sous le pseudonyme de Jean Rivière. Dans ses mémoires, Loustaunau-Lacau évoque une période de publication de 8 mois, et cite les mois d'avril à octobre 1937, ce qui fait 7 mois,. En fait, la page semble être publiée irrégulièrement de novembre 1936 à janvier 1938.
Dans ses articles, Jean Rivière alias Loustaunau-Lacau présente l'armée comme un modèle, évoque le danger allemand - « L'Allemagne de 1936 est un vaste chantier militaire où se forge la plus puissante machine de guerre de tous les temps »,
 -, critique une fois le gouvernement du Front populaire - « On voit un gouvernement entraîné par la passion politique, dans le même temps qu'il réclame des milliards pour la défense nationale, faire des expériences de nationalisation d'usines en plein rendement et couper l'élan des fabrications pour appliquer à tout prix des lois sociales insuffisamment mûries » -, s'interroge sur la pertinence des manœuvres de l'armée française,
, sur la puissance de l'armée soviétique, sur les leçons militaires de la guerre d'Espagne et sur les défauts de la Ligne Maginot - il affirme que « la conception défensive pure et simple mène à l'invasion »,. Il réclame un commandement des trois armes unifié et son corollaire, un ministère de la défense nationale,,. Il vante les réflexions du maréchal Pétain,, distribue quelques bons points à plusieurs parlementaires, dont Paul Reynaud. Mais les propositions de ce dernier - constitution d'un corps cuirassé offensif, formé de chars, et armée professionnelle - sont contestées,. L'utilité des chars d'assaut n'est pas niée - Jean Rivière préconise d'« accumuler des réserves de chars et d'artillerie lourde » en prévision d'une contre-offensive contre les Allemands - , mais leur importance est minimisée dans plusieurs articles ; il doute de « leur rôle prépondérant dans les batailles de l'avenir »,. Il alerte sur les défauts de l'armée de l'air, et notamment sur le manque d'avions de chasse,. Le ministre de l'air Pierre Cot est d'ailleurs le plus critiqué ; Loustaunau-Lacau évoque sa « politique personnelle et bolchevisante », ce qui est la seule attaque contre un homme politique. 
Loustaunau-Lacau est en relation avec un autre maréchal, Louis Franchet d'Espèrey qui le finance avec un don de 1,5 million de francs. Deux cents cellules communistes auraient été éliminées dans les casernes.

## Les divergences avec la Cagoule
Loustaunau-Lacau aurait d'abord rencontré le général en retraite Édouard Duseigneur, à la demande de Pétain, en décembre 1936. Avec cette visite, il aurait pris contact avec la Cagoule et compris que ce groupement s'arme dans la crainte d'un putsch communiste. Le maréchal Franchet d'Espèrey lui aurait ensuite fait rencontrer le chef du CSAR, Eugène Deloncle, en mars 1937.
La naissance de l'Organisation secrète d'action révolutionnaire nationale (OSARN), plus connue par son sobriquet de « Cagoule » ou sous le nom de CSAR) est antérieure aux Corvignolles. La Cagoule et les Corvignolles étaient deux organisations secrètes totalement distinctes partageant une obsession, la lutte contre le risque communiste.
Corvignolles n'était pas la branche armée de la Cagoule. Les deux groupes divergeaient sur les méthodes. La Cagoule ambitionnait de renverser la République par des méthodes violentes (assassinats, attentats, complots etc.) propices à la création d'un climat insurrectionnel qui serait suivi d'un coup d'état destiné à rétablir l'ordre. Les hommes du réseau Corvignolles étaient eux d'abord axés sur la collecte de renseignements sur les manœuvres communistes dans l'armée, destinés par des voies officieuses au haut commandement. Loustaunau-Lacau affirme dans ses mémoires qu'il se méfiait des « desseins ténébreux » de Deloncle et qu'il était hostile à un putsch dans la mesure où il aurait servi indirectement les desseins allemands en divisant les Français et en provoquant une guerre civile. D'après lui, il a œuvré à détacher des officiers de l'OSARN pour que ceux-ci rejoignent son réseau. Il écrit : « Nous n'avons pas été une cagoule, mais une patrouille ardente sur les frontières d'une armée négligée par son ministre et mal défendue par ses chefs ».
Loustaunau-Lacau est accusé par la presse socialiste et communiste d'être un ancien cagoulard à partir de la fin de l'année 1938. D'où son inculpation en octobre 1946 dans l'affaire de la Cagoule, qui débouche sur un non-lieu deux ans plus tard.

### Sources primaires
- Georges Loustaunau-Lacau, Mémoires d'un Français rebelle, Robert Laffont, 1948.